# Нижний Икорец
Нижний Икорец — село в Лискинском районе Воронежской области.
Административный центр Нижнеикорецкого сельского поселения.

## География

### Улицы
Уличная сеть состоит из  следующих географических объектов:
- ул. 7 съезд Советов
- ул. Карла Маркса
- ул. Кирова
- ул. Ленина
- ул. Мира
- ул. Молодёжная
- ул. Победы
- ул. Суворова
- ул. Титова

## Население
| 1859 | 1897  | 2010  |
| ---- | ----- | ----- |
| 2449 | ↗3372 | ↘1696 |